# Vít Holubec
Vít Holubec (8. října 1928, Olomouc – 8. června 2013, Praha) byl český sportovní komentátor především fotbalových zápasů. Byl průkopníkem českého sportovního televizního vysílání, jeden ze tří zakládajících členů sportovní redakce Československé televize (1956) a pořadu Branky, body, vteřiny.

## Život
Již ve 13 letech se stal zpravodajem Večerního slova, později přispíval i pro Lidové noviny, Svobodné slovo a Mladou frontu, v jejíž ostravské redakci se seznámil s budoucím prvním šéfredaktorem sportovní redakce Československé televize Miroslavem Hladkým. V armádě psal pro Obranu lidu.
Do rozhlasu se dostal v roce 1951 na své vojenské službě, a to do redakce tehdejšího Armádního rozhlasu (tam byl jeho kolegou kupř. Josef Valchář). Tam ho zastihla i pozvánka ke spolupráci s necelé dva roky existující Československou televizí. Právě Josef Valchář si ho k sobě vybral jako dalšího komentátora prvního sportovního televizního přenosu v československé historii, hokejového utkání Leksandu a Prahy 11. února 1955. Pro komentování televize neměli žádné teoretické poznatky ani praktické zkušenosti, řídili se jen zásadou: „Nemůžeme komentovat stejně jako v rozhlasu. Musíme být méně popisní a nesmíme být mnohomluvní.“

### Televizní kariéra
V březnu 1956 byla založena sportovní redakce Československé televize pod vedením šéfredaktora Miroslava Hladkého s dvěma dalšími členy, Radoslavem Siváčkem a Holubcem. Jejich prvním projektem se 11. března 1956 stal pořad Branky, body, vteřiny, vysílaný tehdy jen v neděli na konci televizního programu v délce 30 až 45 minut. Holubec byl zároveň moderátorem pořadu a také autorem řady jeho technických či obsahových vylepšení. Byl vedle Karla Pecha také tvůrcem publicistického cyklu Škola sportovního diváka.
Na začátku 60. let se stal šéfem sportovní části nově vzniklé Hlavní redakce tělovýchovy, armády a brannosti. Při reorganizaci v roce 1969 se stal zástupcem šéfredaktora Hlavní redakce tělovýchovy a motorismu ČST Praha.
Kromě sportovních zpráv komentoval různé sporty, například pětkrát přenosy z olympijských her. S Milošem Zouharem komentoval z pražského studia i Zimních olympijských her v Cortině d'Ampezzo v roce 1956, což bylo poprvé, co Československá televize vysílala olympijské soutěže, a poprvé, co se uskutečnil první přímý přenos ze zahraničí na našem území. V roce 1960 naopak byl u prvního vysílání olympijských her komentovaných z místa, a to na LOH 1960 v Římě. Naposledy se zúčastnil LOH 1988 v Soulu, kde už ale působil jako vedoucí redakčního týmu.
V komentování se ale postupně začal soustřeďovat na fotbal. Proslul svým pozdravem na úvod a závěr přenosu „Sportu zdar a fotbalu zvlášť“. Tento slogan se vryl do paměti milionů Čechů a Slováků. Vznikl z prozaických důvodů: Když se v té době přenosy druhý den dopoledne opakovaly (pro pracující z odpoledních směn), přišlo mu hloupé, aby začínal oslovením dobré odpoledne.
Šestkrát komentoval Mistrovství světa ve fotbale (včetně Mistrovství světa ve fotbale 1966 v Anglii v roce 1966). Mistrovství světa 1962 v Chile, kde Československo získalo stříbro, vysílala ČST jen ze záznamů, které Holubec komentoval s Karolem Polákem. Spolu byli také průvodci finále Mistrovství Evropy ve fotbale 1976 v Bělehradě.
V roce 1985 komentoval z Prahy i tragické finále Poháru mistrů evropských zemí mezi Liverpoolem a Juventusem na Heyselově stadionu v Bruselu, při kterém zahynulo 39 diváků.
Byl přesvědčeným a dlouholetým členem KSČ.[zdroj?] V roce 1990 měl odjet komentovat MS v kopané do Itálie, ale z morálního hlediska byl z této akce stažen.[zdroj?] V témže roce z politických důvodů z ČST odešel do penze.[zdroj?] V pozdějším období ještě vypracovával hodnocení pro šéfredaktora redakce sportu České televize Jiřího Baumruka. Vrátil se též k psané žurnalistice (Lidová demokracie, Zemědělské noviny, Gól).

## Komentátorský styl
Jeho komentátorský styl je popisovaný jako úsporný a stroze věcný, až fádní, a v tomto směru byl protikladem k jeho protějšku Karolu Polákovi.

## Film
Zahrál si i reportéry ve filmu a televizním seriálu:
- Fotbal (1965), režisér Jaroslav Mach, hlavní role Martin Růžek
- Klapzubova jedenáctka (1967), režisér Eduard Hofman, hlavní role Jiří Sovák[21]